# Hovahydrus
Hovahydrus is een geslacht van kevers uit de familie  waterroofkevers (Dytiscidae).
Het geslacht is voor het eerst wetenschappelijk beschreven in 1982 door Biström.

## Soorten
Het geslacht omvat de volgende soorten:
- Hovahydrus minutissimus (Régimbart, 1903)
- Hovahydrus perrieri (Fairmaire, 1898)
- Hovahydrus praetextus (Guignot, 1951)
- Hovahydrus sinapi (Guignot, 1955)